# Čas med kompletno prenovo motorja
Čas med kompletno prenovo motorja (Time between overhaul - TBO ali TBOH) je število delujočih ur (ali pa koledarski čas), ki ga proizvajalec letalskega motorja predlaga pred popolno prenovo motorja.
TBO je odvisen od zapletenosti in načina uporabe motorja. Letalski batni motorji imajo TBO okrog 1200-2000 ur delovanja, če uporabljajo polnjenje (npr. turbopolnilnik), je TBO po navadi manjši; za primerjavo: turbinski motorji kot npr. turbofani ali turbopropi imajo TBO okrog 3.000-5.000 delujočih ur.
Prenova motorja zahteva popolno razstavljanje motorja in je po navadi zelo draga. Dele, ki so obrabljeni ali poškodovani, je treba zamenjati, nekatere se lahko ponovno uporabi. 
Pri batnih motorjih, ki se večinoma uporabljajo na športnih in ultralahkih letalih, se prenovljen motor pojmuje skoraj enako kot nov motor - motor z nič urami. Občasno se sicer uporablja termin TSOH (Time since overhaul - čas od obnove). Prenova batnega motorja npr. Rotax 912 stane okrog $12.000-14.000, kar je malce manj od novega motorja - $18000. Cena prenove je tako okrog $6-7 na uro letenja pri TBO 2.000 ur. Pri nakupu rabljenih letal je čas do obnove zelo pomemben dejavnik cene.
Za letala, ki jih uporabljajo v komericalne namene, je TBO obvezen, za nekomericalne ni vedno obvezen, je pa priporočljiv.
Tudi na helikopterjih obstajajo obvezni TBO za sestavne dele, kot so glavni rotor, repni rotor in reduktor.